# Jules Renkin
Jules Laurent Jean Louis Renkin, född 3 december 1862 i Ixelles, död 15 juli 1934, var en belgisk politiker.
Renkin var utbildad jurist och verksam som advokat och bidrog till att grunda tidskriften L'Avenir Sociale. 1896 valdes han till representantkammaren för Bryssel som representant för katolska partiet, och han fortsatte i denna funktion till sin död. Ursprungligen tillhörde han den kristdemokratiska flygeln av partiet, men med tiden blev hans åsikter mer konservativa.
Han hade flera ministerposter; justitieminister 1907–1908, koloniminister 1908–1918, inrikesminister 1918–1920 samt järnvägs- och postminister 1918–1921. 1920 tilldelades han hederstiteln Ministre d'État ("statsminister").
6 juni 1931 blev han premiärminister, och höll samtidigt i inrikes-, finans- och hälsoportföljerna. Hans regering var oförmögen att hantera den ekonomiska kris som Belgien hade drabbats av vid denna tid och föll 22 oktober 1932.

## Utmärkelser
- Storkors av Leopoldorden
- Riddare med storkors av Brittiska imperieorden
- Storkors av Hederslegionen
- Kedja av Isabella den katolskas orden
- Afrikanska stjärnans orden
- Storkors av Kronorden
- Storkors av Gregoriusorden

[Redigera Wikidata]